# No, No, Nanette (film, 1930)
Pour les articles homonymes, voir No, No, Nanette.
Pour plus de détails, voir Fiche technique et Distribution.
No, No, Nanette est un  film américain en noir et blanc et Technicolor réalisé par Clarence G. Badger, sorti en 1930.
Il s'agit de l'adaptation de l'opérette du même nom créée par Irving Caesar et Otto Harbach en 1925 à Broadway. Deux autres remakes seront tournés en 1940 et 1950.

## Synopsis
Jim Smith, millionnaire grâce à son entreprise d'édition biblique, est marié à la trop frugale Sue. Ils désirent apprendre à leur pupille Nanette, qui a un côté sauvage, à être une jeune femme respectable. Nanette, elle, veut aller s'amuser à Atlantic City, tout en étant courtisée par Tom Trainor.
Jim Smith décide de devenir le bienfaiteur de trois belles femmes, mais il se rend vite compte que ses bonnes intentions ne lui causent que des ennuis. Il fait appel à son ami avocat Bill Early pour l'aider à sortir discrètement de la vie des trois femmes. Sue et la femme de Billy, Lucille, croient que leurs maris entretiennent des liaisons avec elles.
Finalement, Jim et Bill clarifient la situation et sont pardonnés par leurs épouses. De même, Nanette et Tom Trainor résolvent leurs difficultés et décident de se marier.

## Fiche technique
- Titre : No, No, Nanette
- Réalisation : Clarence G. Badger
- Scénario : Howard Emmett Rogers (adaptation), Beatrice Van (dialogue), d'après l'opérette du même nom créée par Irving Caesar et Otto Harbach en 1925.
- Photographie : Sol Polito
- Montage : Frank Mandel
- Musique : Cecil Copping (en), Alois Reiser
- Producteur : Ned Marin
- Société de production : First National Pictures
- Société de distribution : First National Pictures (États-Unis), Vitagraph Company of America (Canada)
- Pays de production :  États-Unis
- Langue : Anglais américain
- Format : Noir et blanct et 2 séquences en couleur (Technicolor) — 35 mm — 1,37:1 — Son : MonoVitaphone)
- Genre : Film musical et comédie
- Durée : 98 min
- Dates de sortie :
  - États-Unis : 16 février 1930
  - France : 6 février 1931

## Distribution
- Bernice Claire : Nanette
- Alexander Gray : Tom Trainor
- Lucien Littlefield : Jim Smith
- Louise Fazenda : Sue Smith
- Lilyan Tashman : Lucille
- Bert Roach : Bill Early
- ZaSu Pitts : Pauline
- Mildred Harris : Betty
- Henry Stockbridge : Brady
- Jocelyn Lee : Flora

## Remakes
- 1940 : No, No, Nanette, de Herbert Wilcox, avec Anna Neagle
- 1950 : No, No, Nanette (Tea for Two), de David Butler, avec Doris Day